# Yang Mi
Yang Mi (Pekín, 12 de septiembre de 1986) es una actriz y cantante china. Conocida por haber interpretado a Guo Xiang en la serie The Return of the Condor Heroes, a Tang Xuejian en Chinese Paladin 3, a Luo Qingchuan" en la serie "Palace" y a Bai Qian en Eternal Love.

## Biografía
Fue estudiante de la "Beijing Film Academy's Performance Institute".
En 2012 comenzó a salir con el actor y cantante hongkonés Hawick Lau, el 11 de noviembre del 2013 anunciaron que se había comprometido y finalmente se casaron el 8 de enero del 2014. El 1 de junio del 2014 le dieron la bienvenida a su primera hija, Noemie Lau alias "Little Sticky Riceo" (小糯米). En diciembre del 2018 se anunció que la pareja había decidido divorciarse.

## Carrera
En 1990, a la edad de cuatro años, Yang actuó en la serie de televisión dirigida por Chen Jialin. En 2006 comenzó en el modelaje, en la serie de televisión titulada "Hou Wa" y ganó como la mejor actriz infantil de serie de televisión. Después de eso, ella se centró en lo académico, mientras trabajaba como modelo para una revista llamada "Duan Li".

## Filmografía

### Series de televisión[3][4]
| Año   | Título                                     | Título en chino   | Personaje                          | Notas        |
| ----- | ------------------------------------------ | ----------------- | ---------------------------------- | ------------ |
| 1993  | Tang Ming Huang                            | 唐明皇            | joven Princesa Xianyi              |              |
| 1993  | Hou Wa                                     | 猴娃              | Nannan                             |              |
| 2004  | The Story of a Noble Family                | 红粉世家          | Li Xiaotao                         |              |
| 2004  | Shuangxiang Pao                            | 双响炮            | daughter in-law                    |              |
| 2005  | Tian He Ju                                 | 天和局            | Zhu Yuqiu                          |              |
| 2005  | Strange Tales of Liaozhai                  | 聊斋              | Nie Xiaoqian                       |              |
| 2006  | The Return of the Condor Heroes            | 神雕侠侣          | Guo Xiang                          |              |
| 2007  | Wang Zhaojun                               | 王昭君            | Wang Zhaojun                       |              |
| 2007  | Xiaozhe Huo Xiaqu                          | 笑着活下去        | Cheng Xiaonuo                      |              |
| 2008  | Shangshu Fang                              | 上书房            | Dun'er                             |              |
| 2008  | Da Qin Zhi Dao                             | 大秦直道          | Princesa Ling                      |              |
| 2009  | Anxiang                                    | 暗香              | Miss Xiaojin                       |              |
| 2009  | Chinese Paladin 3                          | 仙剑奇侠传3       | Tang Xuejian / Xiyao               |              |
| 2010  | Detective Di Renjie – prequel              | 神探狄仁杰前传    | Linglong                           |              |
| 2010  | Schemes of a Beauty                        | 美人心计          | Mo Xueyuan                         |              |
| 2010  | Dream of the Red Chamber                   | 红楼梦            | Qingwen                            |              |
| 2010  | Diaoman Xinniang                           | 刁蛮新娘          | Yan Xiaoman                        |              |
| 2011  | The Legend of the Twelve Chinese Zodiacs   | 十二生肖传奇      | Qingli, la serpiente               |              |
| 2011  | Women Tongshi Yijiaren                     | 我们是一家人      | Xia Jiajia                         |              |
| 2011  | Palace                                     | 宫                | Luo Qingchuan / Huaying            |              |
| 2011  | Hongwu Da'an                               | 洪武大案          | Cai Jue                            |              |
| 2011  | Painted Skin                               | 画皮              | Xiaohong                           |              |
| 2011  | Xin Jingcheng Si Shao                      | 新京城四少        | Yin Baixue                         |              |
| 2011  | Xiangfeng Hebi Ceng Xiangshi               | 相逢何必曾相识    | He Meiji                           |              |
| 2011  | Mingyun Jiaoxiang Qu                       | 命运交响曲        | Hao Anqi                           |              |
| 2011  | Beauty World                               | 唐宫美人天下      | Qingluan                           |              |
| 2012  | Beijing Love Story                         | 北京爱情故事      | Yang Zixi                          |              |
| 2012  | Palace II                                  | 宫锁珠帘          | Luo Qingchuan / Huaying            | 2 episodios  |
| 2012  | Ru Yi                                      | 如意              | Ru Yi                              |              |
| 2012  | Hu Fu Chuan Qi                             | 虎符传奇          | Concubina Ru                       |              |
| 2013  | Clear Midsummer Night                      | 盛夏晚晴天        | Xia Wanqing                        |              |
| 2014  | The Four Scholars of Jiangnan              | 江南四大才子      |                                    | (cameo)      |
| 2014  | Swords of Legends                          | 古剑奇谭          | Feng Qingxue                       |              |
| 2014  | The Micro Era of Love                      | 微时代之恋·初恋篇 | Luo Yi                             |              |
| 2016  | The Interpreter                            | 亲爱的翻译官      | Qiao Fei                           | 44 episodios |
| 2017  | Eternal Love                               | 三生三世十里桃花  | Princesa Bai Qian / Su Su / Si Yin | 58 episodios |
| 2018  | Negotiator                                 | 谈判官            | Tong Wei                           | 43 episodios |
| 2018  | Legend of Fuyao                            | 扶摇              | Fuyao / Princesa Feng Wuming       | 66 episodios |
| 2019- | Once Young                                 | 曾少年            | Xie Qiao (adulta)                  |              |
| 2019- | The Great Craftsman                        | 巨匠              | Fu Han Jun                         |              |
| 2020  | Three Lives, Three Worlds, The Pillow Book | 三生三世枕上书    | Bai Qian                           | (cameo)      |
| 2020- | Storm Eye                                  | 暴风眼            | An Jing                            | [ 6 ]        |
| 2020- | Novoland: Pearl Eclipse                    | 九州·斛珠夫人     | Hai Shi                            | [ 7 ]        |
| 2020- | Thank You Doctor                           |                   | Dr. Bai Shu                        |              |

### Película
| Año  | Título                                      | Título en chino  | Personaje                 | Notas                              |
| ---- | ------------------------------------------- | ---------------- | ------------------------- | ---------------------------------- |
| 1992 | King of Beggars                             | 武状元苏乞儿     | Beggar So's daughter      |                                    |
| 1993 | Yingxiong Jie                               | 英雄劫           | Mr Su's daughter          |                                    |
| 1997 | Singer                                      | 歌手             | Xiaoxia's cousin          |                                    |
| 2004 | Beijing Fairytale                           | 北京童话         | Zhu Zhu                   |                                    |
| 2004 | Dahan Taohua Kai                            | 大寒桃花开       | Taohua Kai                |                                    |
| 2007 | The Door                                    | 门               | Wenxin                    |                                    |
| 2011 | Mysterious Island                           | 孤岛惊魂         | Shen Yilin                |                                    |
| 2011 | East Meets West 2011                        | 东成西就2011     | Yang Mi                   | Cameo appearance                   |
| 2012 | Eager to Create (Entrepreneurship For Hope) | 为渴望而创       |                           |                                    |
| 2012 | All's Well, Ends Well 2012                  | 八星抱喜         | Chen Sisi                 |                                    |
| 2012 | New Perfect Two                             | 新天生一对       | Fang Jiawei               |                                    |
| 2012 | Love in the Buff                            | 春娇与志明       | Shang Youyou              | alternative title Love in a Puff 2 |
| 2012 | Painted Skin: The Resurrection              | 画皮II           | Que'er                    |                                    |
| 2012 | Wu Dang                                     | 大武当之天地密码 | Tianxin                   |                                    |
| 2012 | The Bullet Vanishes                         | 消失的子弹       | Xiao Yunque               |                                    |
| 2012 | Hold My Love                                | Hold住愛         | Zhou Jing                 |                                    |
| 2013 | Tiny Times                                  | 小时代           | Lin Xiao                  |                                    |
| 2013 | Tiny Times 2                                | 小时代：青木时代 | Lin Xiao                  |                                    |
| 2013 | Saving Mother Robot                         | 玛德2号          |                           |                                    |
| 2013 | The Palace                                  | 宫锁沉香         |                           | Cameo appearance                   |
| 2014 | The Breakup Guru                            |                  |                           |                                    |
| 2018 | Baby                                        | 宝贝儿           | Jiang Meng                |                                    |
| TBA  | Empires of the Deep                         | 人鱼帝国         | Mistress of Suoyou Island |                                    |

### Productora
| Año  | Título (Título en chino)                  | Notas                 |
| ---- | ----------------------------------------- | --------------------- |
| 2014 | The Micro Era of Love (微时代之恋·初恋篇) | (serie de televisión) |

### Programas de varidades
| Año                    | Programa                  | Notas                    |
| ---------------------- | ------------------------- | ------------------------ |
| 2021                   | Go Shoot (接招吧！前辈)   | (ep. #7) - invitada      |
| 2017, 2021             | Ace vs Ace                | (2 episodios) - invitada |
| 2015, 2016, 2019, 2021 | Happy Camp                | 13 episodios - invitada  |
| 2019                   | Meeting Temple of Heaven  | invitada                 |
| 2019                   | Great Escape (密室大逃脱) | miembro                  |
| 2018                   | Who's the Keyman?         | (ep. #7-8) - invitada    |
| 2015                   | Hurry Up, Brother         | (ep. #3.09) - invitada   |
| 2015                   | Chef Nic (十二道锋味)     |                          |
| 2013                   | Day Day Up                | invitada                 |

### Eventos
| Año               | Título                            | Notas |
| ----------------- | --------------------------------- | ----- |
| 2021              | 2020 Weibo Night                  |       |
| febrero de 2020   | 2019 Weibo Awards Ceremony        |       |
| diciembre de 2019 | 2019 Fashion Gala - Madame Figaro |       |
| noviembre de 2019 | Fashion Film Gala                 |       |

### Portavoz
| Año       | Marca         | Notas |
| --------- | ------------- | ----- |
| 2021 -    | Tencent Video |       |
| ¿? - 2021 | Adidas China  |       |

## Discografía
- 2012: Close to Me

### Otras canciones
| Año  | Título                  | Álbum                                                  | Notas                                                                                            |
| ---- | ----------------------- | ------------------------------------------------------ | ------------------------------------------------------------------------------------------------ |
| 2020 | Our Hearts Are Together | Lanzado por China Federation of Literary & Art Circles | (Canción y mensajes para apoyar a quienes luchan contra el coronavirus) - junto a otros artistas |
| 2020 | 战疫                    | Lanzado por China Federation of Literary & Art Circles | (Canción y mensajes para apoyar a quienes luchan contra el coronavirus) - junto a otros artistas |

## Reconocimientos
- 2020 Tencent Video All Star Night 2020 "Tencent Video VIP Stars" (una de las ganadoras)
- 2020 Weibo Awards Ceremony "Weibo Goddess" (una de las ganadoras)
- 2020 Weibo Awards Ceremony "Charity Influential Figure"
- 2019 Tencent Video All Star Awards "2019 Tencent VIP Star" (una de las ganadoras)
- 2014 17th Huading Awards "Best Actress" por Swords of Legends (nominada)
- 2012-04 Sixteenth Global Chinese Music Channel "The Best Cross-Border Singer in the Mainland" (winning)
- 2012–03 The Second 2012 Music Film Festival "Film Actress with the Most Commercial Value" (winning)
- 2012–01 Song List 2011 Beijing Pop Music Awards "Annual Most Popular Newcomer (Female)" (winning)
- 2012–01 2011 Shopping Guide · Fashion Festival "Star of The Year (winning)
- 2012–01 2011 Shopping Guide · Fashion Festival "Annual TV Actress " (winning)
- 2012–01 2011 Sina Micro Blogging Night Network Festival "Micro Blogging Queen" (winning)
- 2012–01 2011 Sina Micro Blogging Night Network Festival "The Most Influential TV Actress" (winning)
- 2012–01 2011 So Hu Video TV Festival "The Most Popular Online Actress (winning)
- 2011–12 Beijing Television Cultural Decade Influence Festival "Rookie of The Year Award" (winning)
- 2011–12 2011 An Hui Satellite TV National Drama Festival "2011's Most Popular Actor (winning)
- 2011–12 (The 2011 Multi-suns Award) The Top 100 TV Series Awards Ceremony "The Best TV Series Theme Song"  Love's Support (winning)
- 2011–10 2011 New Forces Festival "The Most Popular Film Actress"  Far Cry (winning)
- 2011–08 2011 Music Film Festival "Asia-Pacific Region's Most Popular Actor (winning)
- 2011–08 2011 Fashion Power "Annual Most Popular Actress (winning)
- 2011–06 The 17th Shanghai Television Festival "Magnolia" award, the audience voted most popular actress award " (winning)
- 2011–06 Fourth Network Influence "The 2010 Top Ten Film and Television Actors" Palace Lock Heart Jade (winning)
- 2011–05 Seventeenth Magnolia Shanghai TV Festival "Best Actress"(Nominations)
- 2011-04 Fifteenth Annual Global Chinese Music Channel (Asian Influence Ceremony) "The Best TV Series" Palace Lock Heart Jade (winning)
- 2011–03 2011 Fifth Ceremony of Entertainment "Particular Noticed Leaping Star" Palace Lock Heart Jade (winning)
- 2011–03 2011 MSN Fashion Night Annual Award Ceremony "The MSN Xing Yue Fashion Star (winning)
- 2011–03 2011 Oriental Film Festival "(TV Series) Most Popular Actress of The Year" (winning)
- 2011–03 Youku Television Index Festival "Most Popular Actress Award" (winning)
- 2010–12 2010 winds competition "Having New Annual Fashion"(winning)
- 2010–04 2010 Drama and Internet festival in the spring "Most Network Vitality Drama (top5) " Paladin 3 (winning)
- 2008–08 7th China Golden Eagle TV Art Festival "Best Actress" Wang Zhaojun (Nominations)
- 2007-06 Third drama Billboard Award for Best New Artist (winning)
- 2007–04 Forbes 2007 Personality of the Year of Chinese cultural and Recreational Sports Industry "The Most Potential" (winning)
- 2007–04 Third 2006 Chinese Film Stars list (top 10) (winning)
- 1993 Eleventh Golden Eagle Award for "Best Children Series, Thirteenth Flying Award for "Best Children's Series"
- 1994 Fourteenth Flying Award for "Best Children's Series" second prize